# VocalTec Internet Phone
，是一個網路電話（VoIP）軟體，由以色列公司於1995年所推出。其發明人為公司的兩位創建者和。兩位發明人是基於一個稱作“語音傳輸器”（Audio Transceiver）的核心為基礎，來開發出這個網路電話軟體。“語音傳輸器”用一個動態的信號抖動緩衝（dynamic jitter buffer）來處理傳輸過程中所遇到的封包遺失、封包順序錯亂等問題，以及傳輸方與接收方取樣頻率的不同。“語音傳輸器”最早是由實作成功的。